# ティム・ケーヒル
ティモシー・フィリガ・"ティム"・ケーヒル（Timothy Filiga "Tim" Cahill、1979年12月6日 - ）は、オーストラリア・ニューサウスウェールズ州シドニー出身の元サッカー選手。元オーストラリア代表。ポジションはミッドフィールダー。「カーヒル」「ケイヒル」と表記されることもある。
オーストラリア代表ではワールドカップ4大会とアジアカップ3大会に出場。同国代表の通算得点記録の保持者である。

## クラブ経歴
アイルランド系イングランド人の父とサモア人の母の間に生まれる。1997年にシドニー・ユナイテッドからイングランドのミルウォールFCに移籍。エースとして活躍し、2003-04年シーズンにはミルウォールをFAカップ決勝にまで押し上げる原動力となった。ミルウォールには7シーズン在籍し241試合に出場して58ゴールを記録。
2004-2005シーズン開幕前にエヴァートンFCに移籍。移籍金は150万ポンド。エヴァートンでの1シーズン目は主にセカンドトップとして起用され、チーム最多の13得点を上げる。この年、エヴァートンは4位でリーグを終え、チャンピオンズリーグ出場権を獲得。以降、2006年11月および2007年3月に大きな怪我に見舞われて長期の戦線離脱を経験するも、8シーズンに渡りエヴァートンの攻撃の要として活躍。リーグ戦226試合出場で56ゴールを決めた。通算では271試合66ゴールを記録する活躍をした。
2012年7月、メジャーリーグサッカーのニューヨーク・レッドブルズヘ移籍した。2013年にはMLSベストイレブンに選出された。
2015年2月2日、ニューヨーク・レッドブルズとの契約を解除し、翌日に上海緑地に加入した。リーグ戦では28試合出場11ゴールを記録。
2016年2月22日、中国・スーパーリーグの杭州緑城に完全移籍した。リーグ戦では17試合に出場し、4ゴールを挙げていたが、同年7月にわずか半年で契約解除し退団した。
2016年8月11日、Aリーグのメルボルン・シティに加入することをメルボルン・シティの公式サイトで発表した。契約期間は2019年までの3年契約となっている。オーストラリアのクラブでプレーするのは、ユース時代の1997年以来、約19年ぶりということになった。ケーヒルは加入に際し、クラブ公式サイトを通じて「僕はメルボルン・シティと契約できて、信じられないくらい興奮している。理想的な場所だよ。僕はクラブと、オーストラリアサッカーの発展の両方のためにできる限り貢献したい」とコメントした。2017年12月6日、出場機会を求め、契約解除し退団した。
2018年1月29日、ミルウォールFCに移籍した。
2019年3月、現役引退を表明した。
現在は、サッカーカタール代表の技術スタッフの代表を勤めている。

## 代表経歴
母がサモア人であったことから14歳の時にU-20サモア代表としてOFC U-20選手権に出場。日韓ワールドカップの際にはミック・マッカーシー監督からアイルランド代表入りを薦められたが、当時のレギュレーションにより断念した。
2004年3月30日の南アフリカとの親善試合でオーストラリア代表デビュー。同年5月31日のタヒチ戦で代表初得点を含む2得点を挙げた。
2006年ドイツW杯オセアニア予選ではMFながらも得点王となった。2006年のドイツワールドカップのグループステージでは、グループリーグ初戦の日本戦後半（53分）から途中出場し、84分に同点ゴール、89分に逆転ゴールを決めた。2009年6月17日に開催された南アフリカW杯アジア最終予選の日本戦でも2ゴールを決めている。
南アフリカワールドカップでは初戦のドイツ戦でバスティアン・シュヴァインシュタイガーを後ろから倒し一発退場（試合は4-0でドイツの勝利）。出場停止明けのグループリーグ第3戦のセルビア戦では先制点を挙げ勝利に貢献したが、オーストラリアはグループリーグ敗退となった。
2011年アジア杯では決勝で日本に敗れ準優勝、自身は1ゴールに留まった。
ブラジルワールドカップでは6月18日グループB第2節のオランダ戦で大会のベストゴールともいえるような素晴らしいダイレクトボレーを左足で決めた。
試合は2-3でオランダの勝利。この試合でイエローカードを受け累積警告による出場停止でスペインとの最終節に出られなかった。
2018年大会終了時でワールドカップ通算5得点はAFCの選手としては単独最多となっている(OFC時代の2得点含む。2位は4得点の本田圭佑)。
FIFAコンフェデレーションズカップ2017のチリ戦で代表通算100試合出場を達成した。
2017年10月10日のワールドカップアジア予選プレーオフ2ndレグのシリア戦では同点ゴールに加え延長戦で決勝ゴールを挙げ、オーストラリアの大陸間プレーオフ進出に貢献した。またこの決勝点が自身代表通算50得点となった。
2018 FIFAワールドカップ終了後に代表引退を表明した。

## プレースタイル
上背はないが、高いジャンプ力を生かした正確なヘディングを武器とし、ペナルティエリア内で相手の脅威となる選手。基本的には攻撃的なセントラルミッドフィールダーとして起用されるが、決定力を買われてセカンドトップやストライカーとしての出場も少なくない。2008年12月にはエヴァートンのストライカー陣が相次ぐ故障で払底したため、1トップとして起用され、3試合2得点（マージーサイド・ダービーでの同点弾を含む）と期待に応えた。
ゴールを決めるとコーナーフラッグに向かってシャドーボクシングをするゴールパフォーマンスを見せる。

## 人物
サモアとアイルランドの血を引き、弟のクリス・ケーヒルはサッカーサモア代表のキャプテン。エヴァートン・サポーターからの人気は絶大で愛称は「タイニイ・ティム（ちびのティム）」。一方でミルウォールへの愛着も深く、2006年1月にFAカップで古巣から決勝ゴールを奪った際には一切ゴールパフォーマンスを行わないことで敬意を示した。
日本代表から通算で5ゴールを挙げており、特に先述の2006W杯ドイツ大会での2得点も含まれることから、日本メディアからは「日本キラー」「日本の天敵」などと呼ばれる。ケーヒル自身も2016年10月11日のワールドカップ予選・日本戦を前に自身のインスタグラムアカウントにて2006W杯の写真を「10年前を覚えてるかい？」とのコメントと共に投稿し挑発するなど日本をお得意様として意識しているが、一方で南アフリカW杯アジア最終予選のホームゲームで自らの2点のゴールで日本を降した際には「日本は良いチームだよ。昨日は中村（俊輔）が出てなかったから」とリスペクトを示した。2011年アジア杯において決勝で日本に敗れた際も、敗者ながら日本の表彰式前に日本選手全員だけでなくコーチ陣や監督のアルベルト・ザッケローニとも握手を交わして日本の優勝を祝福した。
選手引退後は2021年4月9日にカタールのアスパイア・アカデミーの最高スポーツ責任者に就任。同年8月23日、そのアスパイア・アカデミーが保有するベルギーのKASオイペンの取締役に就任した。

## 私生活
- 息子のシェイ・ケーヒル（英語版）もサッカー選手で、ノッティンガム・フォレストFCのU-21チームに所属している。

## 代表歴

### 出場大会
- U-20サモア代表
- U-23オーストラリア代表
- オーストラリア代表
  - 2004年 - OFCネイションズカップ2004
  - 2005年 - FIFAコンフェデレーションズカップ2005
  - 2006年 - 2006 FIFAワールドカップ
  - 2007年 - AFCアジアカップ2007
  - 2010年 - 2010 FIFAワールドカップ
  - 2011年 - AFCアジアカップ2011（準優勝）
  - 2014年 - 2014 FIFAワールドカップ（グループリーグ敗退）
  - 2015年 - AFCアジアカップ2015（優勝）
  - 2017年 - FIFAコンフェデレーションズカップ2017（グループリーグ敗退）
  - 2018年 - 2018 FIFAワールドカップ（グループリーグ敗退）

### 試合数
- 国際Aマッチ 108試合 50得点（2004年-2018年）[23]

| オーストラリア代表 | 国際Aマッチ | 国際Aマッチ |
| 年                 | 出場        | 得点        |
| ------------------ | ----------- | ----------- |
| 2004               | 5           | 7           |
| 2005               | 9           | 1           |
| 2006               | 8           | 3           |
| 2007               | 5           | 1           |
| 2008               | 3           | 2           |
| 2009               | 7           | 5           |
| 2010               | 9           | 2           |
| 2011               | 9           | 3           |
| 2012               | 5           | 2           |
| 2013               | 6           | 3           |
| 2014               | 10          | 7           |
| 2015               | 12          | 9           |
| 2016               | 6           | 3           |
| 2017               | 10          | 2           |
| 2018               | 4           | 0           |
| 通算               | 108         | 50          |

### 得点
| #  | 開催日         | 開催地                                                     | 対戦国           | スコア | 結果       | 大会                                    |
| -- | -------------- | ---------------------------------------------------------- | ---------------- | ------ | ---------- | --------------------------------------- |
| 1  | 2004年5月31日  | アデレード、ハインドマーシュ・スタジアム                   | タヒチ           | 1–0    | 9–0        | OFCネイションズカップ2004               |
| 2  | 2004年5月31日  | アデレード、ハインドマーシュ・スタジアム                   | タヒチ           | 4–0    | 9–0        | OFCネイションズカップ2004               |
| 3  | 2004年6月2日   | アデレード、マーデン・スポーツ・コンプレックス             | フィジー         | 1–1    | 6–1        | OFCネイションズカップ2004               |
| 4  | 2004年6月2日   | アデレード、マーデン・スポーツ・コンプレックス             | フィジー         | 4–1    | 6–1        | OFCネイションズカップ2004               |
| 5  | 2004年6月2日   | アデレード、マーデン・スポーツ・コンプレックス             | フィジー         | 5–1    | 6–1        | OFCネイションズカップ2004               |
| 6  | 2004年6月6日   | アデレード、ハインドマーシュ・スタジアム                   | ソロモン諸島     | 1–1    | 2–2        | OFCネイションズカップ2004               |
| 7  | 2004年11月16日 | ロンドン、クレイヴン・コテージ                             | ノルウェー       | 2–1    | 2–2        | 親善試合                                |
| 8  | 2005年9月3日   | シドニー、シドニー・フットボール・スタジアム               | ソロモン諸島     | 4–0    | 7–0        | 2006 FIFAワールドカップ・オセアニア予選 |
| 9  | 2006年6月4日   | ロッテルダム、デ・カイプ                                   | オランダ         | 1–1    | 1–1        | 親善試合                                |
| 10 | 2006年6月12日  | カイザースラウテルン、フリッツ・ヴァルター・シュタディオン | 日本             | 1–1    | 3–1        | 2006 FIFAワールドカップ                 |
| 11 | 2006年6月12日  | カイザースラウテルン、フリッツ・ヴァルター・シュタディオン | 日本             | 2–1    | 3–1        | 2006 FIFAワールドカップ                 |
| 12 | 2007年6月8日   | バンコク、ラジャマンガラ・スタジアム                       | オマーン         | 1–1    | 1–1        | AFCアジアカップ2007                     |
| 13 | 2008年2月6日   | メルボルン、ドックランズ・スタジアム                       | カタール         | 2–0    | 3–0        | 2010 FIFAワールドカップ・アジア予選     |
| 14 | 2008年10月15日 | ブリスベン、サンコープ・スタジアム                         | カタール         | 1–0    | 4–0        | 2010 FIFAワールドカップ・アジア予選     |
| 15 | 2009年6月17日  | メルボルン、メルボルン・クリケット・グラウンド             | 日本             | 1–1    | 2–1        | 2010 FIFAワールドカップ・アジア予選     |
| 16 | 2009年6月17日  | メルボルン、メルボルン・クリケット・グラウンド             | 日本             | 2–1    | 2–1        | 2010 FIFAワールドカップ・アジア予選     |
| 17 | 2009年8月12日  | リムリック、ソモンド・パーク                               | アイルランド     | 1–0    | 3–0        | 親善試合                                |
| 18 | 2009年8月12日  | リムリック、ソモンド・パーク                               | アイルランド     | 2–0    | 3–0        | 親善試合                                |
| 19 | 2009年10月14日 | メルボルン、エティハド・スタジアム                         | オマーン         | 1–0    | 1–0        | AFCアジアカップ2011予選                 |
| 20 | 2010年6月5日   | ロードポート、Ruimsig Stadium                              | アメリカ合衆国   | 1–1    | 1–3        | 親善試合                                |
| 21 | 2010年6月23日  | ネルスプロイト、ムボンベラ・スタジアム                     | セルビア         | 1–0    | 2–1        | 2010 FIFAワールドカップ                 |
| 22 | 2011年1月11日  | ドーハ、ジャシム・ビン・ハマド・スタジアム                 | インド           | 1–0    | 4–0        | AFCアジアカップ2011                     |
| 23 | 2011年1月11日  | ドーハ、ジャシム・ビン・ハマド・スタジアム                 | インド           | 4–0    | 4–0        | AFCアジアカップ2011                     |
| 24 | 2011年8月10日  | カーディフ、カーディフ・シティ・スタジアム                 | ウェールズ       | 2–1    | 2–1        | 親善試合                                |
| 25 | 2012年9月6日   | サイダ、サイダ国際スタジアム                               | レバノン         | 1–1    | 3–0        | 親善試合                                |
| 26 | 2012年10月16日 | ドーハ、グランド・ハマド・スタジアム                       | イラク           | 1–1    | 2–1        | 2014 FIFAワールドカップ・アジア予選     |
| 27 | 2013年3月26日  | シドニー、スタジアム・オーストラリア                       | オマーン         | 1–2    | 2–2        | 2014 FIFAワールドカップ・アジア予選     |
| 28 | 2013年6月11日  | メルボルン、ドックランズ・スタジアム                       | ヨルダン         | 2–0    | 4–0        | 2014 FIFAワールドカップ・アジア予選     |
| 29 | 2013年11月19日 | シドニー、シドニー・フットボール・スタジアム               | コスタリカ       | 1–0    | 1–0        | 親善試合                                |
| 30 | 2014年3月5日   | ロンドン、ザ・デン                                         | エクアドル       | 1–0    | 3–4        | 親善試合                                |
| 31 | 2014年3月5日   | ロンドン、ザ・デン                                         | エクアドル       | 3–0    | 3–4        | 親善試合                                |
| 32 | 2014年5月26日  | シドニー、スタジアム・オーストラリア                       | 南アフリカ共和国 | 1–1    | 1–1        | 親善試合                                |
| 33 | 2014年6月13日  | クイアバ、アレーナ・パンタナール                           | チリ             | 1–2    | 1–3        | 2014 FIFAワールドカップ                 |
| 34 | 2014年6月18日  | ポルト・アレグレ、エスタジオ・ベイラ＝リオ                 | オランダ         | 1–1    | 2–3        | 2014 FIFAワールドカップ                 |
| 35 | 2014年9月8日   | ロンドン、クレイヴン・コテージ                             | サウジアラビア   | 1–0    | 3–2        | 親善試合                                |
| 36 | 2014年11月18日 | 大阪市、長居陸上競技場                                     | 日本             | 1–2    | 1–2        | 親善試合                                |
| 37 | 2015年1月9日   | メルボルン、メルボルン・レクタンギュラー・スタジアム       | クウェート       | 1–1    | 4–1        | AFCアジアカップ2015                     |
| 38 | 2015年1月22日  | ブリスベン、サンコープ・スタジアム                         | 中国             | 1–0    | 2–0        | AFCアジアカップ2015                     |
| 39 | 2015年1月22日  | ブリスベン、サンコープ・スタジアム                         | 中国             | 2–0    | 2–0        | AFCアジアカップ2015                     |
| 40 | 2015年9月8日   | ドゥシャンベ、パミール・スタジアム                         | タジキスタン     | 2–0    | 3–0        | 2018 FIFAワールドカップ・アジア2次予選  |
| 41 | 2015年9月8日   | ドゥシャンベ、パミール・スタジアム                         | タジキスタン     | 3–0    | 3–0        | 2018 FIFAワールドカップ・アジア2次予選  |
| 42 | 2015年11月12日 | キャンベラ、キャンベラ・スタジアム                         | キルギス         | 2–0    | 3–0        | 2018 FIFAワールドカップ・アジア2次予選  |
| 43 | 2015年11月17日 | ダッカ、バンガバンドゥ・ナショナル・スタジアム             | バングラデシュ   | 1–0    | 4–0        | 2018 FIFAワールドカップ・アジア2次予選  |
| 44 | 2015年11月17日 | ダッカ、バンガバンドゥ・ナショナル・スタジアム             | バングラデシュ   | 2–0    | 4–0        | 2018 FIFAワールドカップ・アジア2次予選  |
| 45 | 2015年11月17日 | ダッカ、バンガバンドゥ・ナショナル・スタジアム             | バングラデシュ   | 3–0    | 4–0        | 2018 FIFAワールドカップ・アジア2次予選  |
| 46 | 2016年3月29日  | シドニー、シドニー・フットボール・スタジアム               | ヨルダン         | 1–0    | 5–1        | 2018 FIFAワールドカップ・アジア2次予選  |
| 47 | 2016年3月29日  | シドニー、シドニー・フットボール・スタジアム               | ヨルダン         | 3–0    | 5–1        | 2018 FIFAワールドカップ・アジア2次予選  |
| 48 | 2016年9月6日   | アブダビ、ムハンマド・ビン・ザーイド・スタジアム           | アラブ首長国連邦 | 1–0    | 1–0        | 2018 FIFAワールドカップ・アジア3次予選  |
| 49 | 2017年10月10日 | シドニー、スタジアム・オーストラリア                       | シリア           | 1–1    | 2–1 (延長) | 2018 FIFAワールドカップ・アジア4次予選  |
| 50 | 2017年10月10日 | シドニー、スタジアム・オーストラリア                       | シリア           | 2–1    | 2–1 (延長) | 2018 FIFAワールドカップ・アジア4次予選  |

## タイトル

### クラブ
ミルウォールFC
- フットボールリーグ・サードディヴィジョン：1回（2000-01）

ニューヨーク・レッドブルズ
- サポーターズ・シールド：1回（2013年）

メルボルン・シティFC
- FFAカップ：1回（2016年）

### 代表
オーストラリア代表
- AFCアジアカップ：1回（2015年）